# Florence and the Machine
Florence and the Machine este o formație indie rock britanică fondată în anul 2008 de către cântăreața engleză Florence Welch. Primul album al grupului a fost lansat în iulie 2009 și poartă numele Lungs; materialul a fost aclamat de critici, s-a bucurat de succes comercial în regiunile anglofone, a primit patru discuri de platină în Regatul Unit, iar pentru înregistrarea sa Florence and the Machine a primit o nominalizare la prestigioasele premii Grammy la categoria „Debutul anului”.

## Componență
- Florence Welch – vocal
- Isabella Summers – clape, back vocal
- Robert Ackroyd – chitară solo
- Mark Saunders – chitară bas
- Tom Monger – harpă
- Rusty Bradshaw – clape, chitară ritmică, back vocal
- Christopher Lloyd Hayden – baterie, percuție, back vocal
- Sam White – back vocal

## Discografie
Albume de studio
- Lungs (2009)
- Ceremonials (2011)
- How Big, How Blue, How Beautiful (2015)
- High as Hope (2018)
- Dance Fever (2022)

## Premii și nominalizări

### Brit Awards
Florence and the Machine a primit două premii Brit din opt nominalizări.
| An   | Lucrare nominalizată     | Premiu                               | Rezultat     |
| ---- | ------------------------ | ------------------------------------ | ------------ |
| 2009 | Florence and the Machine | Critics' Choice                      | Câștigat     |
| 2010 | Florence and the Machine | British Female Solo Artist           | Nominalizare |
| 2010 | Florence and the Machine | British Breakthrough Act             | Nominalizare |
| 2010 | Lungs                    | MasterCard British Album of the Year | Câștigat     |
| 2011 | "You've Got the Love"    | British Single                       | Nominalizare |
| 2012 | Florence and the Machine | British Female Solo Artist           | Nominalizare |
| 2012 | Ceremonials              | MasterCard British Album of the Year | Nominalizare |
| 2013 | "Spectrum (Say My Name)" | British Single                       | Nominalizare |

### Premiile Grammy
| An   | Lucrare nominalizată     | Premiu                         |              |
| ---- | ------------------------ | ------------------------------ | ------------ |
| 2011 | Florence and the Machine | Best New Artist                | Nominalizare |
| 2013 | "Shake It Out"           | Best Pop Duo/Group Performance | Nominalizare |
| 2013 | Ceremonials              | Best Pop Vocal Album           | Nominalizare |

### MTV

#### MTV Europe Music Awards
| An   | Lucrare nominalizată     | Premiu                      | Rezultat     |
| ---- | ------------------------ | --------------------------- | ------------ |
| 2009 | Florence and the Machine | Best UK and Ireland New Act | Nominalizare |
| 2011 | Florence and the Machine | Best UK and Ireland New Act | Nominalizare |
| 2012 | Florence and the Machine | Best Alternative Artist     | Nominalizare |

#### MTV Video Music Awards
| An   | Lucrare nominalizată | Premiu              | Rezultat     |
| ---- | -------------------- | ------------------- | ------------ |
| 2010 | "Dog Days Are Over"  | Video of the Year   | Nominalizare |
| 2010 | "Dog Days Are Over"  | Best Rock Video     | Nominalizare |
| 2010 | "Dog Days Are Over"  | Best Art Direction  | Câștigat     |
| 2010 | "Dog Days Are Over"  | Best Cinematography | Nominalizare |

#### MTV Video Music Awards Japan
| An   | Lucrare nominalizată | Premiu                 | Rezultat     |
| ---- | -------------------- | ---------------------- | ------------ |
| 2013 | "Breath of Life"     | Best Video from a Film | Nominalizare |

### Alte premii
| An   | Organizație                             | Lucrare nominalizată                        | Award                                          | Result               |
| ---- | --------------------------------------- | ------------------------------------------- | ---------------------------------------------- | -------------------- |
| 2009 | BBC Sound of 2009                       | Florence and the Machine                    | Sound of 2009                                  | Nominalizare Locul 3 |
| 2009 | Mercury Prize                           | Lungs                                       | Mercury Prize                                  | Câștigat             |
| 2009 | Studio8 Media International Music Award | Florence and the Machine                    | Female Voice of July 2009                      | Câștigat             |
| 2009 | Studio8 Media International Music Award | "Rabbit Heart (Raise It Up)"                | Song of July 2009                              | Câștigat             |
| 2009 | Q Awards                                | Lungs                                       | Best Album                                     | Nominalizare         |
| 2009 | Q Awards                                | "Drumming Song"                             | Best Video                                     | Nominalizare         |
| 2009 | Q Awards                                | Florence and the Machine                    | Breakthrough Artist                            | Nominalizare         |
| 2009 | UK Festival Awards                      | Florence and the Machine                    | Best Breakthrough Act                          | Câștigat             |
| 2009 | UK Festival Awards                      | "Rabbit Heart (Raise It Up)"                | Anthem of the Year                             | Nominalizare         |
| 2009 | UK Festival Awards                      | Florence and the Machine                    | Festival Fitty of the Year – Girls             | Nominalizare         |
| 2009 | UK Music Video Awards                   | "Drumming Song"                             | Best Pop Video                                 | Nominalizare         |
| 2009 | UK Music Video Awards                   | "Drumming Song"                             | Best Styling in a Video                        | Câștigat             |
| 2009 | UK Music Video Awards                   | "Rabbit Heart (Raise It Up)"                | Best Styling in a Video                        | Nominalizare         |
| 2010 | South Bank Show                         | Florence and the Machine                    | South Bank Show Award                          | Câștigat             |
| 2010 | Glamour Women of the Year Awards        | Florence and the Machine                    | Band of the Year                               | Câștigat             |
| 2010 | Meteor Music Awards                     | Lungs                                       | Best International Album                       | Nominalizare         |
| 2010 | Meteor Music Awards                     | Florence and the Machine                    | Best International Band                        | Câștigat             |
| 2010 | Meteor Music Awards                     | Florence and the Machine                    | Best International Live Performance            | Nominalizare         |
| 2010 | Elle Style Awards                       | Florence and the Machine                    | Musician of the Year                           | Câștigat             |
| 2010 | Shockwaves NME Awards                   | Florence and the Machine                    | Best Solo Artist                               | Nominalizare         |
| 2010 | Shockwaves NME Awards                   | "Rabbit Heart (Raise It Up)"                | Best Track                                     | Nominalizare         |
| 2010 | Shockwaves NME Awards                   | "You've Got the Love"                       | Best Dancefloor Filler                         | Nominalizare         |
| 2010 | Shockwaves NME Awards                   | Florence Welch                              | Best Dressed                                   | Nominalizare         |
| 2010 | MOJO Awards                             | Florence and the Machine                    | Breakthrough Act                               | Nominalizare         |
| 2010 | MOJO Awards                             | Florence and the Machine                    | Best Live Act                                  | Nominalizare         |
| 2010 | MOJO Awards                             | "You've Got the Love"                       | Song of the Year                               | Nominalizare         |
| 2010 | MOJO Awards                             | Lungs                                       | Best Album                                     | Nominalizare         |
| 2010 | BT Digital Music Awards                 | Florence and the Machine                    | Best Female Artist                             | Nominalizare         |
| 2010 | BT Digital Music Awards                 | "You've Got the Love"                       | Best Song                                      | Nominalizare         |
| 2010 | Q Awards                                | Florence and the Machine                    | Best Female                                    | Câștigat             |
| 2010 | Q Awards                                | "You've Got the Love"                       | Best Song                                      | Câștigat             |
| 2010 | UK Music Video Awards                   | "Dog Days Are Over"                         | Best Pop Video                                 | Nominalizare         |
| 2010 | UK Music Video Awards                   | "Dog Days Are Over"                         | Best Styling in a Video                        | Nominalizare         |
| 2010 | UK Festival Awards                      | "You've Got the Love"                       | Anthem of the Year                             | Câștigat             |
| 2010 | UK Festival Awards                      | Florence and the Machine                    | Feel-Good Act of the Summer                    | Nominalizare         |
| 2010 | 4Music Video Honours                    | "Dog Days Are Over"                         | Best Video of 2010                             | Nominalizare         |
| 2010 | European Festival Awards                | "You've Got the Love"                       | Anthem of the Year                             | Nominalizare         |
| 2010 | European Festival Awards                | Florence and the Machine                    | Best Newcomer                                  | Câștigat             |
| 2011 | Virgin Media Music Awards               | Florence and the Machine                    | Hottest Women                                  | Nominalizare         |
| 2011 | Virgin Media Music Awards               | Florence and the Machine with Dizzee Rascal | Best Collaboration                             | Nominalizare         |
| 2011 | Virgin Media Music Awards               | "Dog Days Are Over"                         | Best Video                                     | Nominalizare         |
| 2011 | Virgin Media Music Awards               | Florence Welch                              | Best Live Act                                  | Nominalizare         |
| 2011 | Virgin Media Music Awards               | Florence Welch                              | Shameless Publicity Seeker                     | Nominalizare         |
| 2011 | Shockwaves NME Awards                   | Florence and the Machine                    | Best Solo Artist                               | Nominalizare         |
| 2011 | International Dance Music Awards        | "Dog Days Are Over" (Yeasayer Remix)        | Best Alternative/Rock Dance Track              | Nominalizare         |
| 2011 | International Dance Music Awards        | Florence and the Machine                    | Best Break-Through Artist (Group)              | Nominalizare         |
| 2011 | Glamour Women of the Year Awards        | Florence and the Machine                    | Best Band                                      | Nominalizare         |
| 2011 | Billboard Music Awards                  | "Dog Days Are Over"                         | Top Rock Song                                  | Nominalizare         |
| 2011 | Billboard Music Awards                  | "Dog Days Are Over"                         | Top Alternative Song                           | Nominalizare         |
| 2012 | Elle Style Awards                       | Florence and the Machine                    | Best Music Act                                 | Câștigat             |
| 2012 | Shockwaves NME Awards                   | Florence and the Machine                    | Best Solo Artist                               | Câștigat             |
| 2012 | Shockwaves NME Awards                   | "Shake It Out"                              | Best Track                                     | Câștigat             |
| 2012 | Shockwaves NME Awards                   | Florence and the Machine                    | Hottest Female                                 | Nominalizare         |
| 2012 | ARIA Music Awards                       | Florence and the Machine                    | Best International Artist                      | Nominalizare         |
| 2012 | World Music Awards                      | Florence and the Machine                    | World's Best Group                             | Nominalizare         |
| 2012 | World Soundtrack Awards                 | "Breath of Life"                            | Best Original Song Written Directly for a Film | Nominalizare         |
| 2012 | UK Music Video Awards                   | "Shake It Out"                              | Best Editing in a Video                        | Nominalizare         |
| 2012 | Q Awards                                | Florence and the Machine                    | Best Track                                     | Nominalizare         |
| 2012 | Ivor Novello Awards                     | "Shake It Out"                              | Best Song Musically and Lyrically              | Nominalizare         |
| 2013 | Shockwaves NME Awards                   | Florence and the Machine                    | Best Solo Artist                               | Câștigat             |
| 2013 | Shockwaves NME Awards                   | Sweet Nothing                               | Best Dancefloor Song                           | Câștigat             |
| 2013 | ECHO Awards                             | Florence and the Machine                    | Best International Rock/Pop Group              | Nominalizare         |
| 2013 | World Music Awards                      | Ceremonials                                 | World's Best Album                             | Nominalizare         |
| 2013 | World Music Awards                      | Florence and the Machine                    | World's Best Group                             | Nominalizare         |
| 2013 | UK Music Video Awards                   | "Lover to Lover"                            | Best Alternative Video – UK                    | Nominalizare         |
| 2013 | UK Music Video Awards                   | "Lover to Lover"                            | Best Cinematography in a Video                 | Nominalizare         |
| 2013 | British Fashion Awards                  | Florence Welch                              | Best British Style                             | Nominalizare         |
| 2014 | Music Of Ginger Origin Award            | Florence Welch                              | Best Honorary 'redhead by choice' musician     | Câștigat             |